# Eric Radomski
Eric Radomski (ur. 1 stycznia 1950) – amerykański producent i twórca filmowy, znany przede wszystkim jako współtwórca serialu animowanego Batman oraz współreżyser kinowego filmu animowanego Batman: Maska Batmana. W swojej karierze pełnił również funkcję producenta takich projektów jak: Spawn, Freakazoid!, Xiaolin – pojedynek mistrzów, Kudłaty i Scooby Doo na tropie, Mega Spider-Man, Avengers: Zjednoczeni, Hulk i agenci M.I.A.Z.G.I. oraz Strażnicy Galaktyki. 

## Życiorys
Rozpoczął karierę zawodową na początku lat 80. XX wieku jako malarz i goniec w studiu Rick Reinert Productions w Cleveland, prowadzonym przez Ricka Reinerta. Następnie przeniósł się do Los Angeles, gdzie pracował w różnych przedsiębiorstwach związanych z produkcją filmów animowanych. W latach 90. XX wieku jego kariera nabrała tempa w Warner Bros. Animation, gdzie uczestniczył w pracach nad serialem animowanym Batman. Był odpowiedzialny za stworzenie charakterystycznego stylu wizualnego tej produkcji, który stał się jego znakiem rozpoznawczym. Po zakończeniu współpracy z Warner Bros. Animation w 1996 objął stanowisko dyrektora nadzorującego w HBO Animation, gdzie odpowiadał za produkcję seriali Spawn oraz Spicy City. W późniejszych latach powrócił do Warner Bros., angażując się w produkcję seriali Xiaolin – pojedynek mistrzów oraz Kudłaty i Scooby Doo na tropie.
Dnia 7 marca 2008 roku objął stanowisko głównego dyrektora kreatywnego (ang. Chief Creative Officer) w firmie Throwback Entertainment, specjalizującej się w tworzeniu gier komputerowych. Natomiast w 2010 dołączył do Marvel Animation jako starszy wiceprezes.